# 扬中市
扬中市是中華人民共和國江蘇省鎮江市代管的縣級市，位于长江下游。全市由太平洲、中心沙、西沙岛、雷公岛四个江岛组成，在镇江发展全局中具有重要地位。市人民政府駐三茅街道中電大道8號。区域总面积为327.35平方公里。
揚中產業特色鮮明，是遠近聞名的“電氣島”、“光伏島”，“長江製造業走廊”其中電氣領域更是中國最大的工程電氣原料市場，並被授予“中國工程電氣名城”，揚中先後榮獲“國家衞生城市"、“國家生態市”和“國家園林城市”。

## 历史
扬中的前身是太平洲，隶属于镇江府的丹徒、丹阳，常州府的武进，扬州府的江都、泰兴等四府六县。
清末，在太平洲地方设立太平厅，隶属于镇江府。中华民国建立后，废厅，改为太平县。1914年因与安徽省太平县同名，而更名为扬中县。
1994年撤县设市。

## 地理
扬中市的主體為長江上的一個島嶼，面积332平方公里，人口33.78万（2011年），位于东经119度、北纬32度，是仅次于崇明的长江第二大岛。扬中的地名是因其位于扬子江中而得名。
扬中市北、东隔长江主航道與泰州市高港区、泰兴市、揚州市、镇江江北属地高桥镇相望，西南隔长江南汊与鎮江市镇江新区、丹阳市及常州市新北区相望。
1994年，建成由民间集资建造（扬中市地方政府筹资建造）的揚中長江大橋和2004年建成的扬中长江二桥分别将扬中本岛及其第二大附岛与江南镇江市区和常州新北区连接。通过泰州长江大桥S35镇泰高速跨越长江主航道、长江南汊穿越其市区，至镇江新区姚桥枢纽连接S39江宜高速，扬中成为沟通扬州、泰州、镇江、常州的重要城际交通枢纽。
新建的镇江港扬中港区将使扬中的沿江产业优势得到体现。
境内有G523国道、 238省道和 231省道：“镇江—扬中快速通道”线形沿镇江新区的金港大道东延跨越长江夹江新建扬中长江三桥直插扬中南城区。该通道为全立交、互通式出入口、全封闭、双向6车道、每小时100公里的准高速设计，将大幅度缩短扬中至镇江老城区的车程时间，预计从扬中新客运中心到镇江左湖互通车时为15分钟。
扬中周边的重要交通设施：镇江境内：镇江城区—扬中市区金港大道快速通道、京沪高铁、 沪宁高速公路、京沪铁路、沪宁城际高铁、镇江港大港港港区等；常州境内：奔牛机场、常州西绕城高速、江都~宜兴 S39江宜高速（京杭高速）常州港等；泰州境内：泰州~丹阳 S35泰镇高速、宁通高速、宁启高速、泰州港等；扬州境内： 京沪高速、扬州泰州机场、淮扬镇铁路、宁启铁路、扬州港等。
规划建设的淮扬镇铁路及五峰山长江公铁路大桥、镇南铁路、京沪高速南延线、扬州泰州机场紧邻而建，将进一步完善其周边区域内的立体交通格局。

## 行政区划
扬中市下辖2个街道办事处、4个镇：
三茅街道、兴隆街道、新坝镇、油坊镇、八桥镇和西来桥镇。

## 经济 、文化
扬中是一个以电力电器产业为主的“工程电器岛”，电力电器产业占全市经济总量近70%，占国内市场份额的20%以上。
扬中是著名的“鱼米之乡”、“江鲜之乡”。该市江域附近是长江众多洄游鱼类的繁殖地。
扬中水产资源丰富，所盛产的刀鱼、鲥鱼、河豚，即所谓的“扬中三鲜”，乃是扬中饮食文化精华之所在。扬中3月左右是吃河豚的季节，每年举办河豚节。

## 人口
根據第七次全国人口普查數據顯示，截至2020年11月1日零時，揚中市常住人口為315462人，佔鎮江市的9.83%。

## 方言
扬中市使用的方言“扬中话”是江淮方言通泰片（扬中小片）的一种。